# Bushido (álbum)
Bushido es un álbum de estudio del supergrupo de rock español Bushido, formado por Carlos Ann, Enrique Bunbury, Shuarma y Morti. El álbum fue compuesto y grabado en 2003, durante un encierro de quince días de sus integrantes en una masía localizada en las afueras de Riudoms, Tarragona. Fue lanzado por la discográfica EMI, a través de su sello Parlophone, el 26 de enero de 2004. Después del lanzamiento de Bushido, los cuatro integrantes del supergrupo se separaron y siguieron con sus carreras en solitario.

## Lista de canciones
Todas las canciones escritas y compuestas por A. Martínez, Enrique Bunbury, Carlos Ann y Shuarma. 
| N.º   | Título                 | Intérpretes                        | Duración |  |
| 1.    | «La felicidad»         | Shuarma Enrique Bunbury Carlos Ann | 3:27     |  |
| 2.    | «Infectado de tu amor» | Morti Shuarma Bunbury Ann          | 4:17     |  |
| 3.    | «Desmejorado»          | Bunbury Ann                        | 4:02     |  |
| 4.    | «España»               | Shuarma Ann Bunbury Morti          | 4:26     |  |
| 5.    | «Rusa romana»          | Shuarma Ann                        | 4:18     |  |
| 6.    | «As de copas»          | Bunbury Ann Shuarma                | 3:44     |  |
| 7.    | «Golpe en la sien»     | Ann Shuarma Bunbury                | 5:20     |  |
| 8.    | «Sex Food»             | Bunbury Ann                        | 4:32     |  |
| 9.    | «Pulso firme»          | Shuarma Bunbury Morti              | 3:02     |  |
| 10.   | «L'Amour»              | Ann Bunbury                        | 4:13     |  |
| 11.   | «Magenta»              | Morti Shuarma                      | 3:39     |  |
| 12.   | «Te esperaré»          | Morti Bunbury Shuarma              | 3:34     |  |
| 13.   | «Entre conmigo»        | Shuarma Morti Bunbury Ann          | 3:57     |  |
| 14.   | «Aleteo»               | Ann Bunbury Shuarma Morti          | 4:23     |  |
| 15.   | «La felicidad II»      | Shuarma                            | 2:43     |  |
| 59:45 |                        |                                    |          |  |